# Stepin Fetchit
Stepin Fetchit est le nom de scène de l'humoriste et acteur de cinéma américain Lincoln Theodore Monroe Andrew Perry, né le 30 mai 1902, à Key West (comté de Monroe, Floride, États-Unis) et mort le 19 novembre 1985 à Woodland Hills (comté de Los Angeles, Californie, États-Unis). Perry incarne la personnalité de Fetchit durant une carrière cinématographique réussie, devenant même le premier acteur noir millionnaire de l'histoire. Il est aussi le premier acteur noir à avoir été crédité au générique d'un film.
Le personnage de Stepin Fetchit a été l'objet de longues controverses et vu comme le stéréotype négatif des Afro-Américains. Cependant, une réévaluation récente le crédite d'un rôle subversif pour le statu quo.

## Biographie

### Débuts
On sait peu de choses sur les premières années de Lincoln Perry, si ce n'est qu'il est né à Key West, en Floride, de parents immigrants des Indes occidentales. Il est le second fils de Joseph Perry, un cigarier de la Jamaïque (bien que certaines sources indiquent les Bahamas), et de Dora Monroe, une couturière de Nassau. Ses deux parents arrivent aux États-Unis dans les années 1890, durant lesquelles ils se marient. Lincoln reçoit un ensemble de prénoms qui sont des hommages à des présidents américains. En 1910, la famille émigre plus au nord, à Tampa, en Floride. Selon une source, Lincoln Perry est adopté à l'âge de onze ans et va vivre à Montgomery, dans l'Alabama. À l'âge de douze ans, il s'enfuit de chez lui, rejoint un carnaval et gagne sa vie durant quelques années comme chanteur et danseur de claquettes dans des revues et des vaudevilles destinés à une audience afro-américaine.

### La première vedette noire

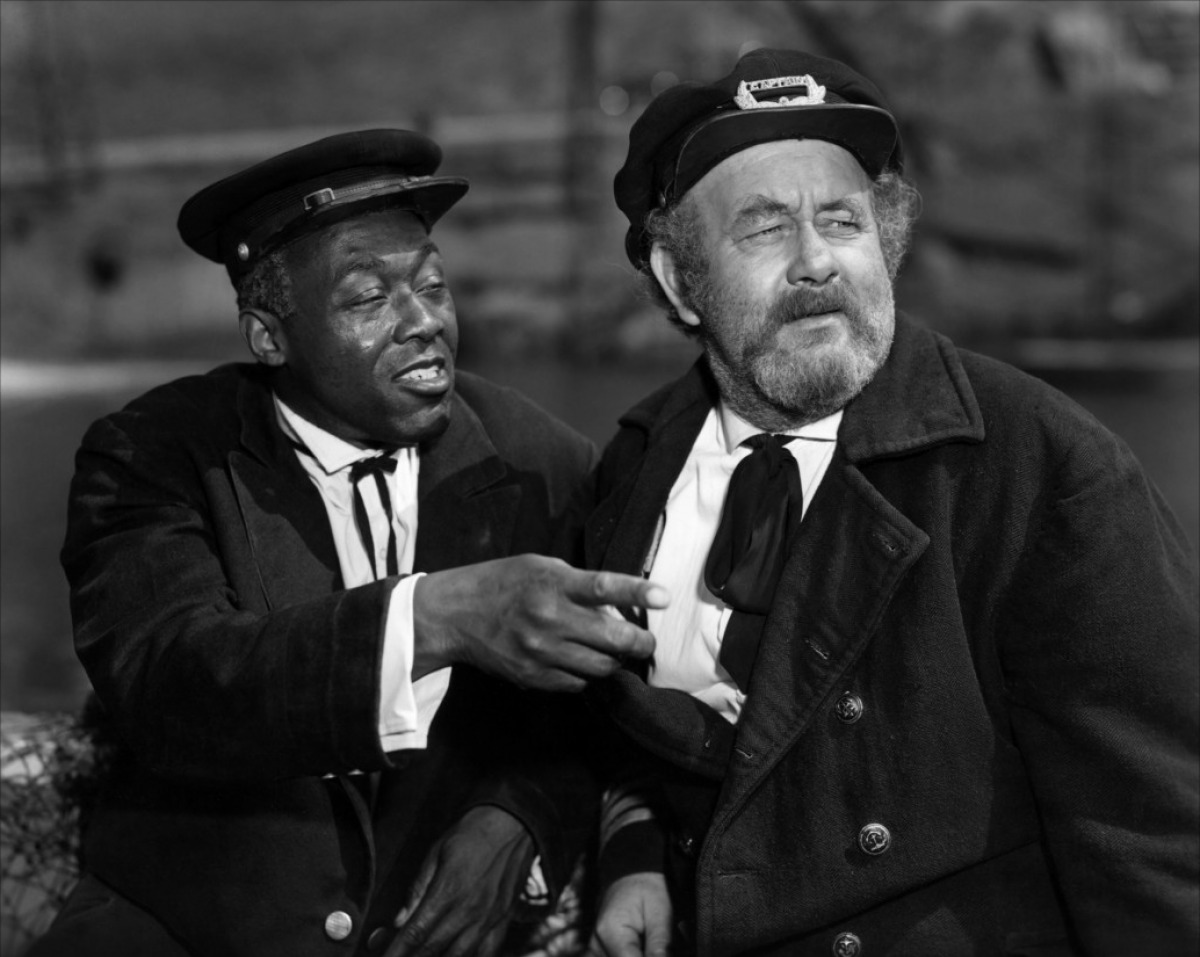
Stepin Fetchit (à gauche) avec Chubby Johnson dans Bend of the River (1952).

Lincoln Perry commence sa carrière dans le spectacle à l'adolescence, comme second rôle comique. Son nom de scène est la contraction de « step in and fetch it » (« entre et apporte ça », en anglais). D'après Ephraim Katz, il tient ce nom de scène de celui d'un cheval de course qui lui avait fait gagner quelque argent, dans la période précédent celle d'Hollywood. Arrivé à Hollywood au début des années 1920, il joue des rôles comiques de second plan dans de nombreux films. La plupart sont basés sur son personnage de Stepin Fetchit, connu comme l'« Homme le plus fainéant du monde », qui apparaît en 1929, dans In Old Kentucky, un film muet de la Metro-Goldwyn-Mayer (MGM). Dans sa vie privée, Lincoln Perry est très cultivé et mène une carrière parallèle comme écrivain pour le Chicago Defender.
En 1929, il est embauché par les studios Fox et est le premier acteur noir à recevoir un cachet, à une époque où la majorité des rôles de noirs sont joués par des acteurs blancs grimés avec du liège brûlé. Il tient la vedette dans Hearts in Dixie (1929), une des premières productions cinématographiques présentant une distribution majoritairement afro-américaine. Dans ce film, il joue le rôle de Gummy, un fainéant qui prend prétexte de “misères” aux pieds pour laisser sa femme Chloe faire tout le travail. Après le décès de celle-ci, dû à la fièvre des marais, il se remarie et le reste du film décrit ses tentatives pour éviter que sa nouvelle épouse ne le fasse travailler.
Pour son rôle de Joe, dans la version cinématographique partiellement parlante de Show Boat, les parties chantées sont interprétées par Jules Bledsoe, le créateur du rôle dans la comédie musicale. Stepin Fetchit ne “chante” pas « Ol' Man River », mais « The Lonesome Road », une nouvelle chanson créée pour le film. On voit en fait Bledsoe chanter « Ol' Man River » dans le prologue sonore précédant le film.
Dans Stand Up and Cheer (1934), on lui fait croire qu'un pingouin parlant est réellement Jimmy Durante.
Lincoln Perry est un ami proche de l'acteur comique  Will Rogers et tous deux tournent quatre films ensemble, David Harum (1934), Judge Priest (1934), Steamboat Round the Bend (Steamboat 'Round the Bend, 1935) et Le Démon de la politique (The County Chairman) (1935). Dans David Harum, il est vendu à Will Rogers en même temps qu'un cheval. Il est ensuite revendu deux fois durant le film. Dans Juge Priest, il incarne un personnage inintelligible, se grattant le crâne de manière simiesque et suivant Will Rogers comme un animal de compagnie, alors que ce dernier le pousse, le bouscule et l'agresse verbalement.
Lincoln Perry joue, avant Moreland, un serviteur dans la série Chan, dans Charlie Chan en Égypte (Charlie Chan in Egypt, 1935). Perry apparaît, par ailleurs, en vedette invitée dans un court-métrage de la série Les Petites Canailles, A Tough Winter, conçu initialement comme l'épisode pilote d'une série de courts-métrages sur Stepin Fetchit qu'avait prévue le producteur Hal Roach, mais qui n'a jamais vu le jour.

### La déchéance
Lincoln Perry est le premier acteur noir à devenir millionnaire. Au sommet de sa carrière, il possède douze voitures, dont une Rolls-Royce rose, et vit dans un hôtel particulier, avec seize serviteurs chinois. Cependant, le goût du public change et sa carrière connait une éclipse au début des années 1940. Il quitte Hollywood en 1940 et est déclaré en faillite en 1947, avec des biens d'une valeur de 146 $ de l'époque. En 1960, il vit à Chicago, à l'hôpital du comté de Cook, aux frais d'un organisme de bienfaisance.
En 1968, la chaîne CBS diffuse un documentaire sur les caricatures ethniques dans les films hollywoodiens, Of Black America, commenté par Bill Cosby. Lincoln Perry attaque le réseau en justice, en 1970, et réclame trois millions de dollars, affirmant que ce dernier a utilisé des extraits de son travail “hors contexte”. Bien qu'il perde le procès, cette action a un impact positif pour sa réputation.
En 1976, un accident vasculaire cérébral met fin à la carrière d'acteur de Lincoln Perry. Il entre à la Motion Picture & Television Country House and Hospital, où il meurt d'une pneumonie, le 19 novembre 1985, à l'âge de 83 ans. Il est enterré au cimetière du Calvaire, à Los Angeles (comté de Los Angeles, Californie, États-Unis), section K, lot T-13, tombe 116.
Lincoln Perry a interprété 54 films entre 1925 et 1976 et possède son étoile dans le Hollywood Walk of Fame, dans la catégorite “cinéma”, au 1751, Vine Street.

### Vie privée
Lincoln Perry se convertit à l'islam, devenant membre de l'Honorable Elijiah Muhammad's Lost-Found Nation of Islam (Black Muslims) dans les années 1960. Il fait partie de l'entourage du champion de boxe poids lourd Muhammad Ali (Cassius Clay).
Lincoln Perry a eu trois épouses, Dorothy, qu'il épouse en 1930, Winifred Johnson et Bernice, qui meurt en 1984. En avril 1969, son fils Donald Lambright, roule sur l'autoroute de Pennsylvanie en tirant sur les gens. Il tue trois personnes et en blesse quinze, avant de se donner la mort,,. Lincoln Perry a un second fils, Jemajo.

## Un personnage controversé

### Stepin Fetchit, un stéréotype raciste
Lincoln Perry crée le personnage de Stepin Fetchit, un Noir paresseux (l'« Homme le plus fainéant du monde »). Ce personnage, sot, fainéant et pleurnichard se conforme à la vision stéréotypée qu'a Hollywood des Afro-Américains. Il parle lentement, se déplace lentement et met une minute à dire : « J'a glissé, chef ». Certains de ses films, parmi lesquels Hearts in Dixie (1929), de la Fox, Juge Priest (1934), Carolina (1934) et Steamboat Round the Bend (1935), sont des fictions se déroulant dans le Vieux Sud. Stepin Fetchit joue un esclave qui, selon l'historien Gary Null, « a un sourire de contentement chaque fois que sa paresse a été récompensée par un coup de pied au cul ». Ses rôles dans The Big Fight (1930), Stand Up and Cheer! (1934) et On the Avenue (1937) sont à peu près identiques, mais en costume contemporain.
Selon l'historien du cinéma Daniel J. Leab, « Fetchit fut identifié dans l'imagination populaire comme un personnage parlant en dialecte, aux épaules tombantes, à la mâchoire molle, qui marchait, parlait, et apparemment pensait, au ralenti. Le personnage Fetchit ne surmontait cette léthargie que lorsqu'il pensait qu'un fantôme ou quelque terreur sans nom pouvait être présent ; il se déplaçait alors très rapidement ». Donald Bogle note que son aspect physique aidait à l'identification du stéréotype : « Son apparence, aussi, ajoutait à la caricature. Il était grand et maigre et a toujours eu la tête complètement rasée. Il portait invariablement des vêtements trop grands pour lui et qui avaient l'air de lui avoir été donnés par son maître blanc. Son sourire était toujours très large, ses dents bien blanches, ses yeux très écarquillés, ses pieds très grands, sa marche très lente, son dialecte très accidenté ».

### Les imitateurs
Stepin Fetchit a eu de nombreux imitateurs, notamment Willie Best (« Dors et mange ») et Mantan Moreland, le serviteur poltron, aux yeux écarquillés, de Charlie Chan. Lincoln Perry n'a pas inventé le stéréotype dont son nom de scène est devenu synonyme, mais l'image de Stepin Fetchit a été utilisée pour le populariser. De nombreux personnages noirs de cinéma sont basés sur Stepin Fetchit, y compris le « Stymie » de Matthew Beard dans les comédies de la série Les Petites Canailles (Our Gang).
En 1999, certains critiques ont vu, dans le personnage de Jar Jar Binks, et plus généralement des Gungans, dans le film Star Wars: Episode I - La menace fantôme, de George Lucas, une résurgence du personnage de Stepin Fetchit. Joe Morgenstern, du Wall Street Journal décrit Jar Jar comme « un Stepin Fetchit rasta sur des sabots à plateforme, fâcheusement mâtiné avec le Papillon de McQueen ».
Le rôle de Stepin Fetchit a été repris par Ben Vereen.

### Une image dévalorisante
Durant sa carrière, Lincoln Perry a eu de nombreux conflits avec les dirigeants des mouvements pour les droits civiques, qui le critiquent personnellement pour les rôles qu'il incarne. Il répond aux critiques en faisant remarquer qu'il s'est contenté de gagner sa vie. Il aura cependant le dernier mot : en 1976, le chapitre d'Hollywood de l'Association nationale pour l'avancement des gens de couleur (NAACP) lui décerne un Prix spécial du cinéma de la NAACP. Deux ans plus tard, il fait son entre au Black Filmmakers Hall of Fame.
L'image de Stepin Fetchit a fini par devenir tellement dégradante, que les films de Lincoln Perry sont rarement projetés et n'ont pas fait l'objet d'une édition vidéo importante. Dans les rares cas où les films sont montrés, la plupart des scènes où il joue sont supprimées. Le nom de Stepin Fetchit reste encore utilisé pour stigmatiser un comportement servile de la part d'un Afro-américain.

### La réhabilitation
Depuis quelque temps, la critique tend à revaloriser le jeu de Lincoln Perry, allant parfois jusqu'à le comparer à Buster Keaton ou Charles Chaplin. Les historiens du cinéma commencent à réévaluer sa place et on voit apparaître la thèse selon laquelle sa paresse est une forme déguisée de résistance à l'oppression de la société blanche des années 1930. En particulier, Lincoln Perry prétendait être trop bête pour prononcer certaines répliques, tout spécialement celles qu'il trouvait offensantes pour les Noirs. De plus, le réalisateur John Ford suggère dans les quatre films qu'il tourna avec Perry une certaine fraternité entre les races à travers le personnage du juge Priest qui découvre, dans son isolement personnel et professionnel, qu'il a plus d'affinité avec les Noirs qu'avec les Blancs. Dans Steambot Round the Bend, Ford montre la réaction terrifiée et absolument pas comique de Stepin Fetchit fuyant une foule armée de Blancs en colère. Dans la scène suivante, le Noir s'allie à un prédicateur blanc pour faire face à ses poursuivants. Ils imaginent un stratagème ingénieux qui fait paraître la foule vénale et ridicule. Selon le biographe de Ford Joseph McBride, il s'agit d'une satire des préjugés raciaux de l'époque dans une forme très réaliste.

### Caricatures
Stein Fetchity est caricaturé dans quatre dessins animés : Porky's Road Race (1937), Clean Pastures (1937), Chasseur d'autographes (1939) et Coal Black and de Sebben Dwarfs (1943).
Le nom de scène de Stepin Fetchit est parodié, vers la fin des années 1960 et le début des années 1970, par le duo de comédie de contre-culture The Congress of Wonders, qui présentent un jeune russe du nom de Stepney Fetchnik, dans leur album parodique Revolting, de septembre 1970. On retrouve également son nom dans un épisode des Craquantes, dans lequel Rose Nylund (Betty White) raconte une histoire sur deux danseurs originaires de sa ville natale de Saint Olaf, dans le Minnesota, Adolf Stepp et Olga Fetchik, devenus « l'équipe de danse scandinave internationalement connue de Stepp 'n' Fetchik ».

## Filmographie
- 1925 : The Mysterious Stranger.
- 1927 : In Old Kentucky : Highpockets.
- 1928 : The Devil's Skipper : Le mari de l'esclave.
- 1928 : Nameless Men.
- 1928 : The Tragedy of Youth : Le portier.
- 1929 : Kid's Clever : L'homme noir.
- 1929 : The Ghost Talks : Christopher Lee.
- 1929 : Hearts in Dixie : Gummy.
- 1929 : Thru Different Eyes : Le concierge.
- 1929 : Show Boat, de Harry A. Pollard : Joe.
- 1929 : La chanson de Paris (Innocents of Paris) : Non crédité au générique.
- 1929 : Fox Movietone Follies of 1929 : Swifty.
- 1929 : Salute, de John Ford et David Butler : Smoke Screen.
- 1929 : Big Time : Eli.
- 1930 : Cameo Kirby : Croup.
- 1930 : The Big Fight : Spot.
- 1930 : Swing High, de Joseph Santley  : Sam.
- 1930 : Temps d'hiver (A Tough Winter), court métrage de Hal Roach, de la série Les Petites Canailles (Our Gang).
- 1930 : La Fuerza del Querer : Spot.
- 1931 : The Prodigal de Harry A. Pollard : Hokey.
- 1931 : Wild Horse : Stepin Fetchit.
- 1931 : The Galloping Ghost : Préposé aux vestiaires du collège Baxter.
- 1931 : Neck and Neck : L'arnaqueur.
- 1932 : Slow Poke, court métrage.
- 1934 : Carolina de Henry King : Scipio.
- 1934 : David Harum : Sylvester Swifty.
- 1934 : Le Ministère des amusements (Stand Up and Cheer!) de Hamilton MacFadden : George Bernard Shaw.
- 1934 : Le Monde en marche (The World Moves On) de John Ford : Dixie.
- 1934 : Judge Priest, de John Ford : Jeff Poindexter.
- 1934 : Marie Galante, avec Spencer Tracy : Le serveur des Jardins du Pacifique, non crédité au générique.
- 1934 : Bachelor of Arts : Bulga.
- 1935 : Helldorado : Ulysses.
- 1935 : Le Démon de la politique (The County Chairman) de John G. Blystone : Sass (Sassafras).
- 1935 : One More Spring : Le préposé du zoo.
- 1935 : Charlie Chan en Égypte (Charlie Chan in Egypt) : Snowshoes.
- 1935 : Steamboat Round the Bend de John Ford : Jonah.
- 1935 : The Virginia Judge : Spasm Johnson.
- 1936 : Fossettes (Dimples) : Cicero.
- 1936 : 36 Hours to Kill : Flash, le portier du Pullman.
- 1937 : Sur l'avenue (On the Avenue) de Roy Del Ruth  : Herman “Stepin Fetchit”.
- 1937 : L'Amour en première page (Love Is News) de  Tay Garnett : Penrod
- 1937 : Week-end mouvementé (Fifty Roads to Town) de Norman Taurog : Percy.
- 1938 : His Exciting Night : Casper, le majordome de Baker.
- 1939 : Deux bons copains (Zenobia) : Zero, en tant que Stepin Fetchit.
- 1945 : Open the Door Richard, court métrage : Richard.
- 1945 : Big Timers, court métrage : Le portier.
- 1946 : Baby Don't Go Away from Me, court métrage.
- 1948 : Miracle in Harlem : Swifty, l'homme à tout faire.
- 1949 : I Ain't Gonna Open That Door, court métrage.
- 1950 : Harlem Follies of 1949.
- 1952 : Les Affameurs (Bend of the River) : Adam, en tant que Stepin Fetchit.
- 1953 : Le soleil brille pour tout le monde (The Sun Shines Bright) : Jeff Poindexter.
- 1968 : Black History: Lost Stolen, or Strayed, téléfilm : Lui-même, non crédité au générique.
- 1970 : A.k.a. Cassius Clay : Lui-même.
- 1972 : Cutter, téléfilm : Le cireur de chaussures.
- 1972 : Malcolm X : Non crédité au générique.
- 1974 : Muhammad Ali, the Greatest : Lui-même.
- 1974 : Amazing Grace avec Moms Mabley et Slappy White : Cousin Lincoln.
- 1975 : T'as pas 100 balles ? (Brother, Can You Spare a Dime?).
- 1976 : Won Ton Ton, the Dog Who Saved Hollywood : Le majordome dansant.

## Postérité
Depuis son décès en 1985, Stepin Fetchit est apparu dans plusieurs œuvres de fiction au cinéma ou à la télévision :
- 1988 : The Show Boat Story, téléfilm : Joe
- 1990 : That's Black Entertainment : Lui-même.
- 1990 : John Ford, téléfilm : Jeff Poindexter
- 1993 : Mo' Funny: Black Comedy in America, téléfilm : Jeff Poindexter.
- 2004 : TV in Black: The First Fifty Years, vidéo.